# Lavernat
Lavernat ist eine französische Gemeinde mit 585 Einwohnern (Stand: 1. Januar 2022) im Département Sarthe in der Region Pays de la Loire. Sie gehört zum Arrondissement La Flèche und zum Kanton Montval-sur-Loir. Die Bewohner nennen sich Lavernais und Lavernaises.

## Geographie
Lavernat liegt etwa 30 Kilometer südsüdöstlich von Le Mans. Im nördlichen Gemeindegebiet verläuft das Flüsschen Gruau. Umgeben wird Lavernat von den Nachbargemeinden Mayet im Norden und Nordwesten, Beaumont-Pied-de-Bœuf im Nordosten, Luceau im Osten, Montval-sur-Loir im Süden und Südosten, Vaas im Süden und Südwesten sowie Verneil-le-Chétif im Westen.

## Bevölkerungsentwicklung
| 1962                      | 1968 | 1975 | 1982 | 1990 | 1999 | 2006 | 2013 | 2020 |
| ------------------------- | ---- | ---- | ---- | ---- | ---- | ---- | ---- | ---- |
| 527                       | 452  | 434  | 391  | 399  | 438  | 584  | 633  | 586  |
| Quelle: Cassini und INSEE |      |      |      |      |      |      |      |      |

## Sehenswürdigkeiten
- Kirche Saint-Pierre